# Системний червоний вовчак
Системний червоний вовча́к (лат. lupus erythematodes; англ. systemic lupus erythematosus; рідше хвороба Лі́бмана—Са́кса) — захворювання сполучної тканини, що проявляється ураженням ряду органів та систем. Хвороба виникає внаслідок порушення імунологічних процесів в організмі, при якому антитіла, які виробляє організм, пошкоджують ДНК здорових клітин. Хворіють переважно молоді жінки.
Назва хвороби «вовчак» (також «вовчий лишай») пов'язана із зовнішнім виглядом уражених місць шкіри, які нагадують вовчі укуси. Звідси також і латинська назва lupus (буквально — «вовк»).

## Етіологія та патогенез
Пусковою причиною іноді є вірусна хронічна інфекція (РНК-віруси, близькі до вірусів кору тощо). Однак досі етіологія хвороби до кінця не прояснена.
Провідне місце у патогенезі захворювання займає порушення гуморального та клітинного імунітету, утворення циркулюючих аутоантитіл, зокрема антиядерних антитіл до цільного ядра та його компонентів; формування циркулюючих імунних комплексів, особливо ДНК-антитіл до ДНК-комплементу. Останні, відкладаючись на базальних мембранах тканин різних органів, спричинюють їхнє пошкодження з розвитком запалення, що пов'язано з порушенням клітинного імунітету, яке забезпечується Т-лімфоцитами, які гинуть під впливом вірусу, лімфоцитотоксичних антитіл тощо. Можлива сімейно-генетична схильність. Провокують розвиток хвороби інсоляція, вагітність, пологи, аборт, початок менструації, інфекційні хвороби, реакції на введення ліків, вакцин тощо. Це також пов'язано з розшаруванням шийної артерії.

## Клінічні прояви
Хвороба може перебігати із загостреннями, тривалими ремісіями, а іноді хронічно.
При гострому перебігу спостерігають гарячку, біль у суглобах (іноді гострий поліартрит, який зазвичай не призводить до деформації суглобів). Зміни на шкірі досить різноманітні. У половині випадків з'являється характерна еритема на щоках і крилах носа у вигляді «метелика». Характерним є ураження серозних оболонок з розвитком сухого або випотного плевриту, перикардиту. Ураження міокарда зазвичай буває досить помірним, проявляється в основному електрокардіографічними ознаками. Однак можливий розвиток тяжкої серцевої недостатності. Ендокардит (Лібмана-Сакса) діагностується в основному за динамікою аускультативних ознак (поява грубого систолічного, рідше діастолічного шуму). Лише у окремих випадках розвивається вада серця (недостатність мітрального клапана). Іноді в процес залучаються печінка, селезінка, лімфатичні вузли, ЦНС. Часто знаходять зміни нирок, які проявляються протеїнурією, нефротичним синдромом, підвищенням артеріального тиску. Прогресування ураження нирок часто призводить до хронічної ниркової недостатності.
При хронічному перебігу хвороба може розвиватися поступово, без гарячки, іноді з ізольованим ураженням якогось органу, наприклад суглобів, шкіри, нирок тощо.

## Діагностика
При дослідженні крові знаходять лейкопенію, підвищену ШОЕ, схильність до анемії. Діагностичне значення має виявлення так званих вовчакових клітин (ядра зруйнованих лейкоцитів, фагоцитовані іншими лейкоцитами).

## Лікування
При загостреннях хвороби призначають преднізолон у дозі, що залежить від гостроти процесу та важкості ураження внутрішніх органів. При вовчаковому нефриті до терапії додають цитостатичні засоби (азатіоприн). При зменшенні ознак активності хвороби дози цих ліків зменшують, призначають резохін (делагіл) 0,25 г на день.

## Профілактика
Слід уникати невиправданого прийому деяких ліків і проведення вакцинації, різних фізичних впливів (інсоляція, переохолодження), а також фізичного та нервового перенапруження.